# Amager Bakke
Amager Bakke (littéralement, « la colline d'Amager »), également appelée Amager Slope ou Copenhill, est un incinérateur de déchets situé à Copenhague. Il est situé dans une zone industrialisée de Copenhague. Construit entre 2013 et 2016 sur les plans de l'architecte Bjarke Ingels, il se signale par sa silhouette caractéristique et par les nombreuses activités sportives et récréatives que son enveloppe extérieure propose. En effet, le toit en pente accueille plusieurs pistes de ski sèches, des sentiers de randonnée ainsi qu'un parc urbain. Une des parois accueille également un mur d'escalade de 80 mètres de hauteur.

## Historique

### Contexte
En 2009, sous l’impulsion du maire Frank Jensen, la capitale danoise se fixe un objectif de neutralité carbone à atteindre en 2025, le « Plan d’adaptation au climat » (Københavns Kommunes Klimaplan KBH 2025). Dans cette perspective, les réseaux de chaleur jouent un rôle essentiel, en utilisant la chaleur fatale dégagée notamment par l'incinération des déchets pour chauffer les bâtiments. Le réseau, développé depuis 1979, fournit 90 % des logements et 98 % des besoins de la municipalité en 2019,,.

### Construction

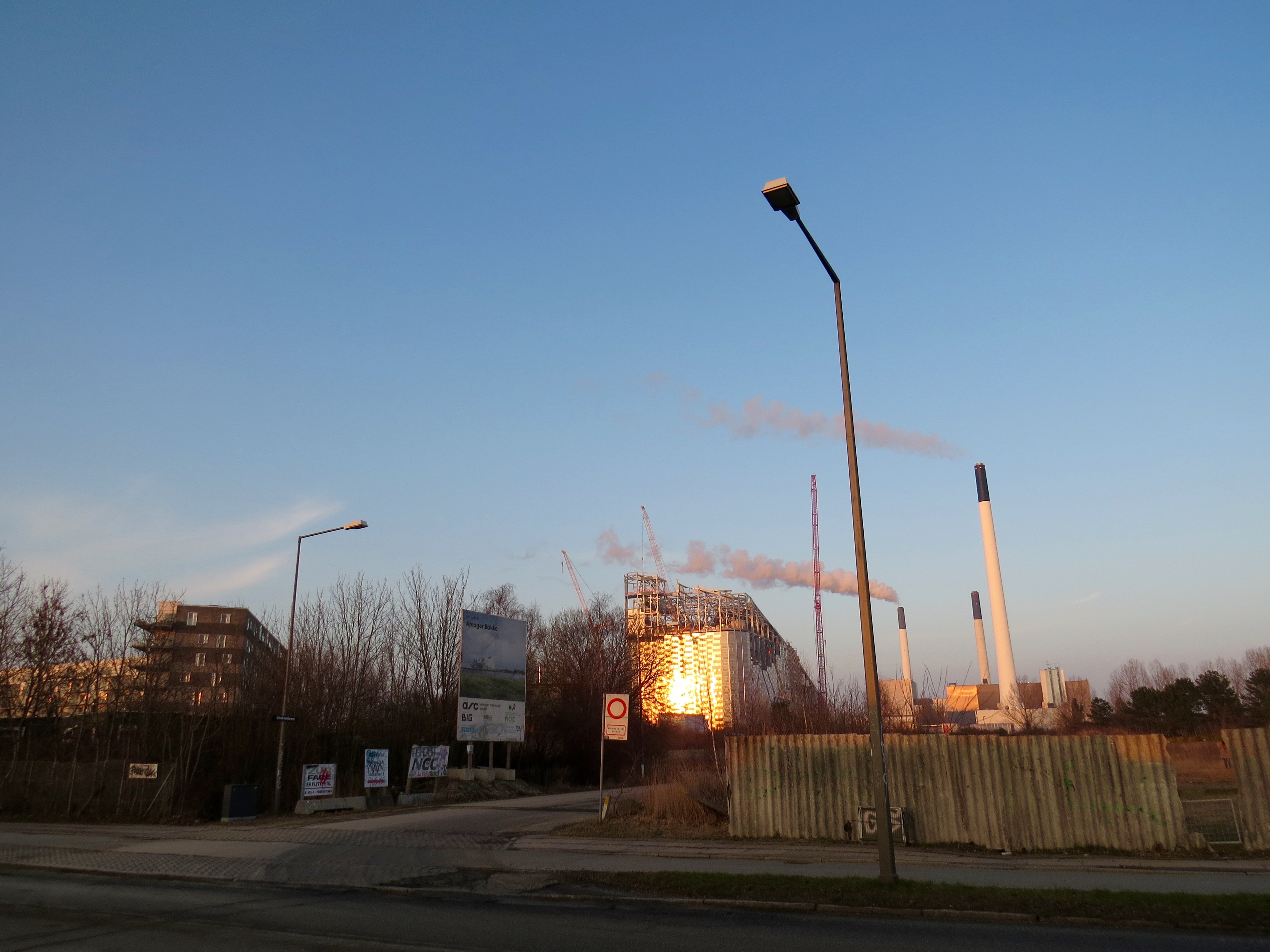
La centrale en construction en avril 2016.

Dans cette optique, la construction d'une nouvelle centrale d'incinération est envisagée pour remplacer l'ancien incinérateur vieux de quarante-cinq ans et situé juste à côté. Le nouvel équipement doit, à quantités brûlées équivalentes, rejeter au maximum 15 % de la quantité d'oxyde d'azote et 0,5 % de la quantité de soufre émises par l'ancienne centrale. La nouvelle centrale doit utiliser la technologie du cycle combiné pour fournir à la fois de la chaleur et de l'électricité. Les buts connexes de cette construction sont la mise en valeur du nouvel équipement et de son quartier, une zone industrielle proche de la ville mais peu attractive pour les habitants.
L'agence Bjarke Ingels Group de l'architecte du même nom remporte en janvier 2011 le marché de la construction de la centrale ; son projet se caractérise par la forme donnée à l'édifice et par les activités ludiques envisagées. L'idée de cet édifice est plus ancienne, remontant à 2002, mais une décennie a été nécessaire à mettre en place le projet. L'ambition technique de l'équipe est de faire de cet incinérateur « le plus propre du monde ».
La construction proprement dite commence en 2013, et dure environ trois années. La centrale est inaugurée officiellement le 30 mars 2017.

## Caractéristiques du bâtiment

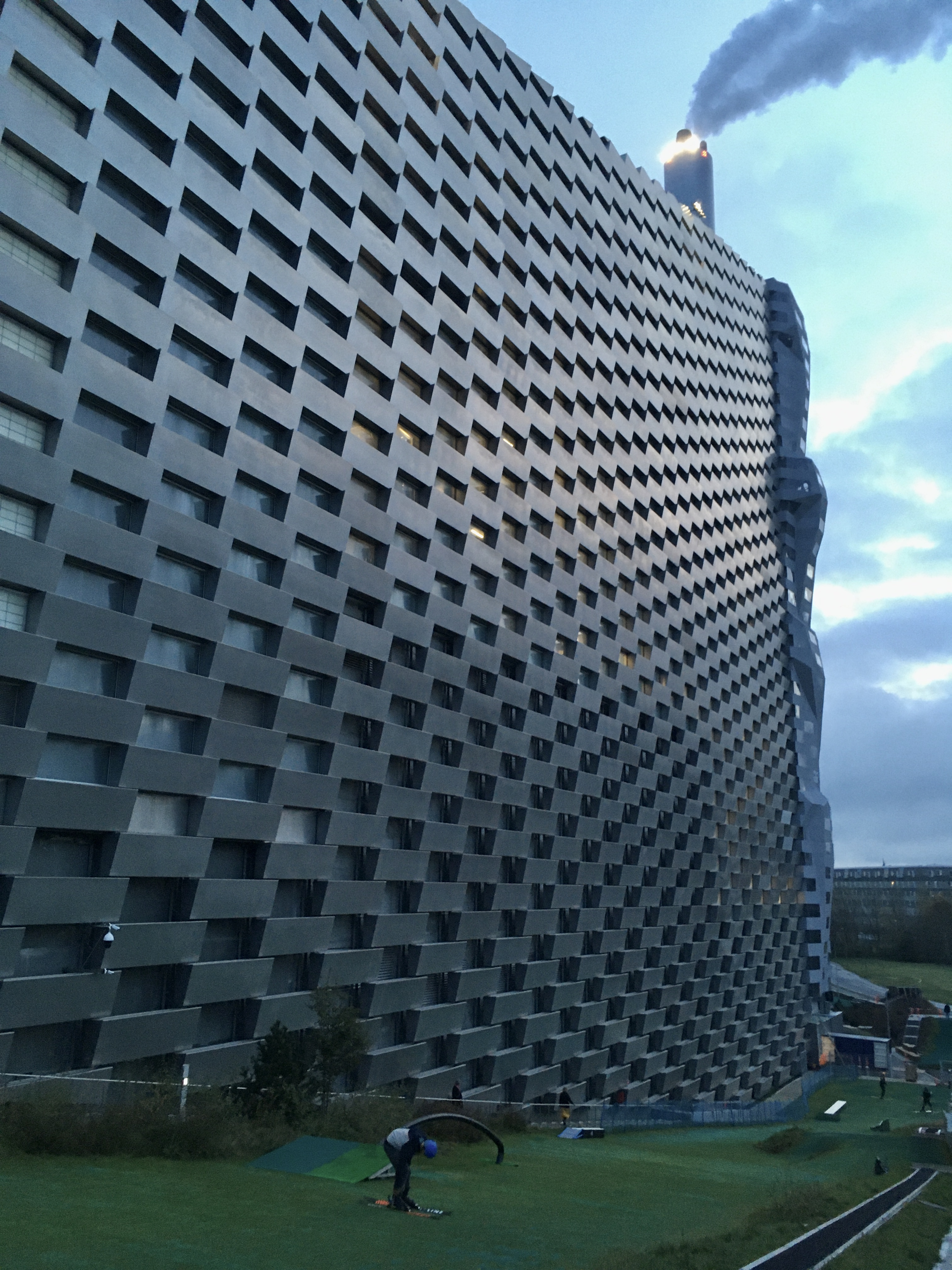
La façade nord-ouest du bâtiment, avec le maillage des briques d'aluminium et des baies vitrées ; en partie basse de la photo, la piste de ski.

Le bâtiment occupe une emprise au sol de 41 000 m2, soit 4,1 hectares. Le toit culmine à 85 mètres de hauteur. La façade est constituée d'énormes briques d'aluminium, longues de 3,3 mètres et hautes de 1,2, placées de manière à ménager des vides dans lesquels s'insèrent des baies vitrées qui éclairent l'intérieur de l'usine.

## Caractéristiques de la centrale

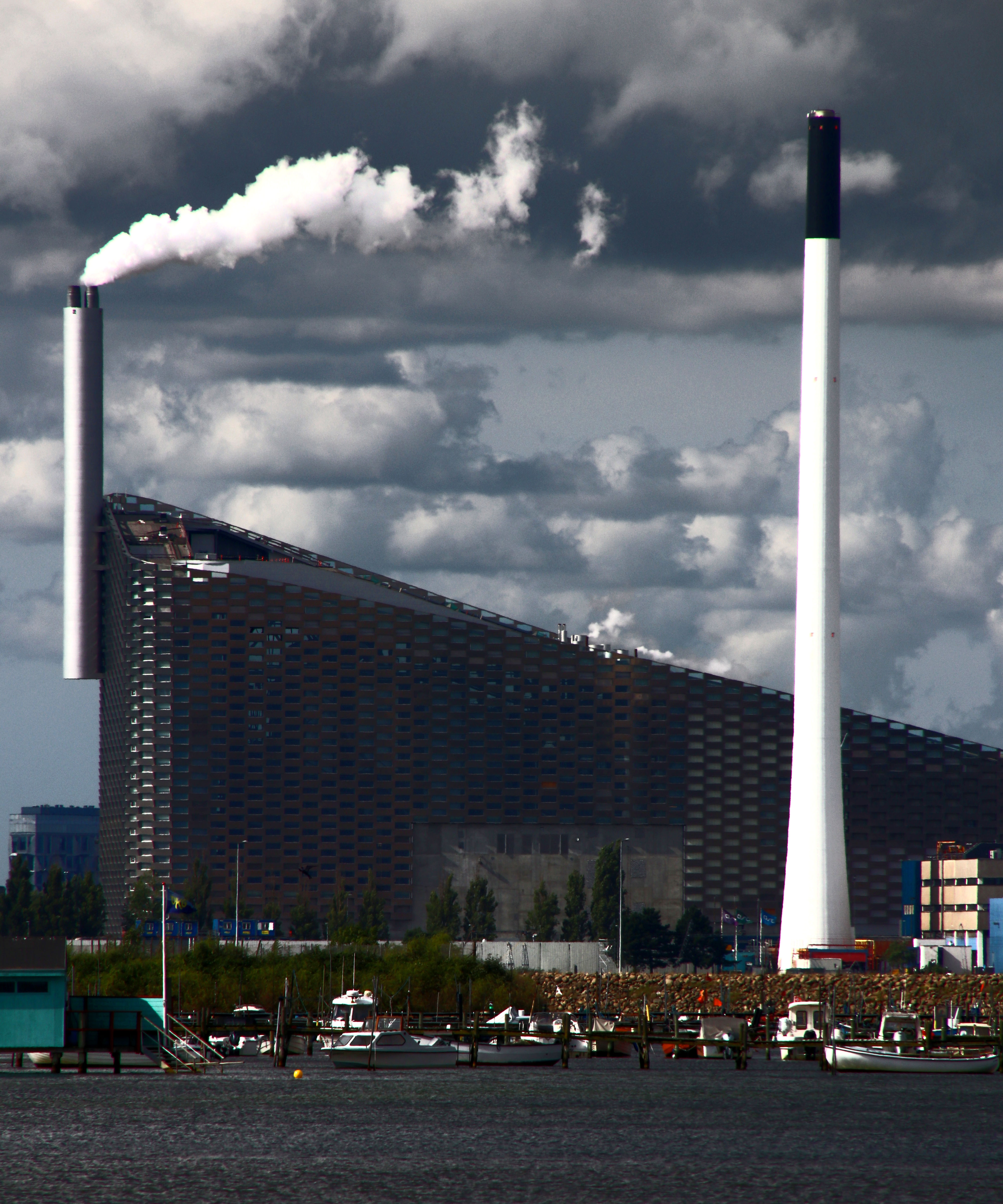
La centrale en fonctionnement, vue du sud-est.

L'usine brûle annuellement 440 000 tonnes de déchets ménagers en 2019. Elle fournit directement 30 000 logements en électricité et 72 000 en chauffage. En 2023, cette masse est portée à 590 000 tonnes, ce qui permet d'alimenter un total de 90 000 logements en chaleur.
De manière plus anecdotique, afin de sensibiliser la population au dégagement de gaz à effet de serre, l'usine intègre un générateur d'anneau de vapeur. À chaque fois qu'une tonne de carbone est émise, l'usine produit un anneau de vapeur d'environ vingt-et-un mètres de diamètre, et ainsi visible depuis le centre-ville.
Lors de sa construction ainsi qu'après son achèvement, l’incinérateur est critiqué pour sa taille jugée excessive au regard des besoins. La maire Line Barfod reconnaît le bien-fondé de ces critiques, mais juge que les aspects vertueux de l'équipement permettent d'éviter à d'autres incinérateurs moins performants d'émettre des gaz dont l’effet de serre ou la nocivité sont plus importants. Le bilan carbone de la centrale est de 227 000 tonnes émises en 2023 ; mais son empreinte à la même date n'est que de 144 000 tonnes grâce aux émissions évitées. L'exploitant espère obtenir une subvention gouvernementale afin de mettre en œuvre un préocédé de purification des fumées ainsi que de stockage du carbone.

## Espace de loisirs

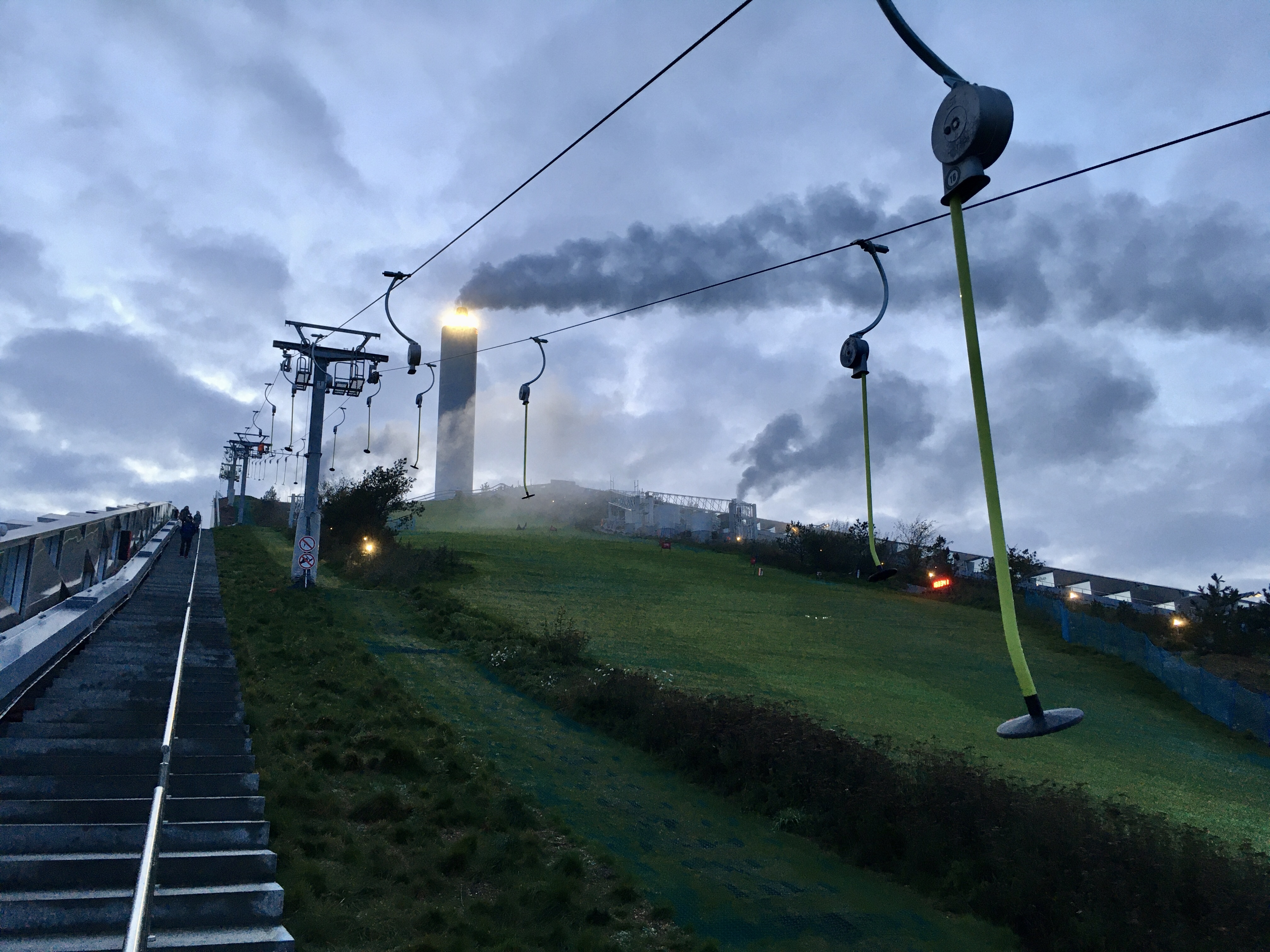
Le toit incliné de l'usine, avec le téléski permettant d'atteindre le sommet du bâtiment, à côté de la cheminée.

La caractéristique la plus visible du projet est qu'il est pensé, extérieurement, comme un espace de loisirs. Il accueille en effet plusieurs pistes de ski sèches, un petit parc urbain comprenant des sentiers de randonnée, et un mur d'escalade allant du pied au sommet de l'édifice, soit 85 mètres de hauteur. Quatre remontées mécaniques permettent d'accéder au sommet de l'usine, et des pistes de difficulté décroissante à mesure de la descente (noire, rouge, bleue, enfin verte) se succèdent sur une longueur cumulée de 490 mètres,.
Cinquante à soixante mille skieurs sont attendus par an.